# Cleistocactus acanthurus

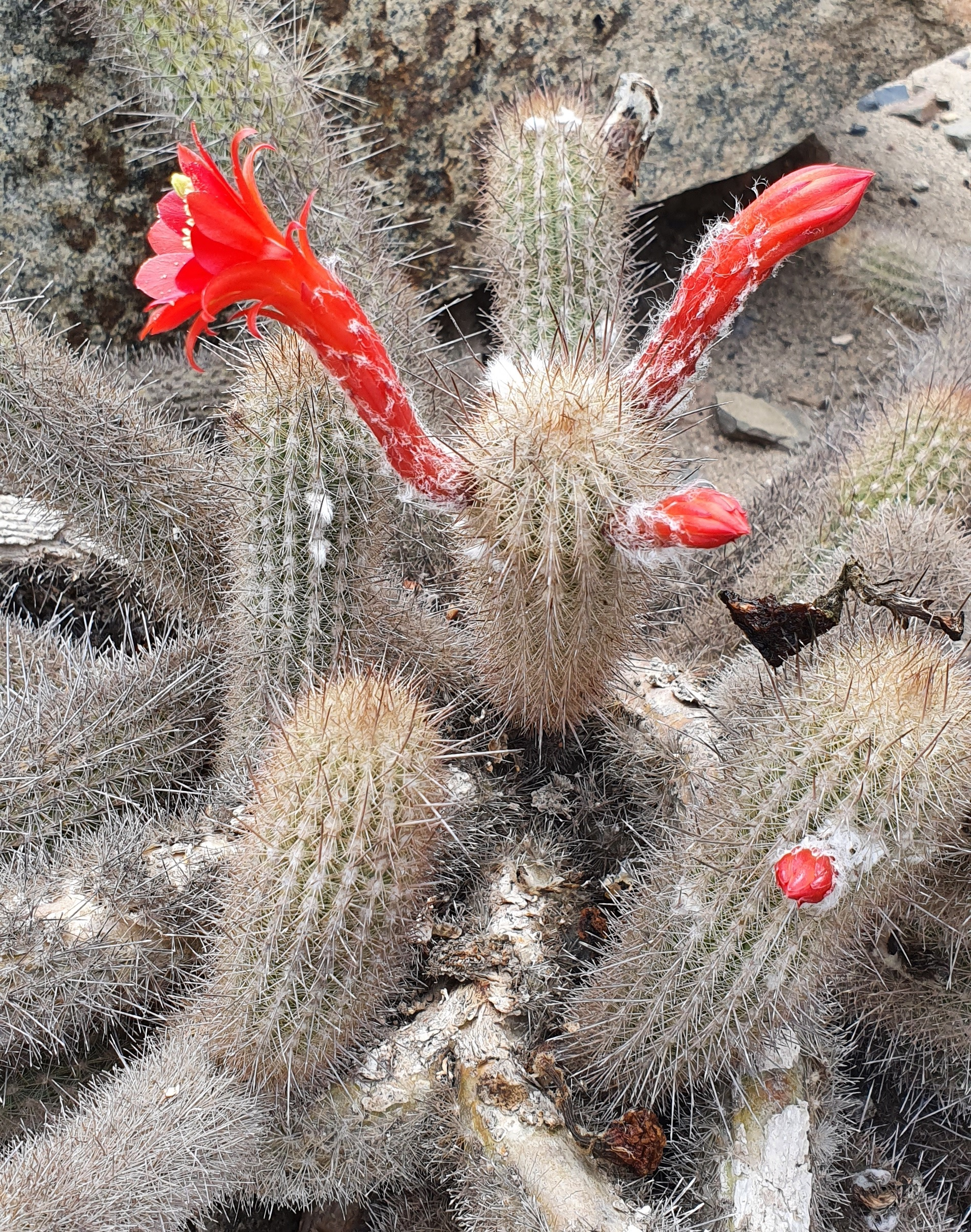
Loxanthocereus acanthurus ssp. pullatus en el Jardín Botánico del Parque de las Leyendas

Cleistocactus acanthurus  es una especie de plantas de la familia de las cactáceas, endémica del Departamento de Lima, en las vertientes occidentales de los Andes del Perú. Actualmente es considerada sinónimo de Loxanthocereus acanthurus.

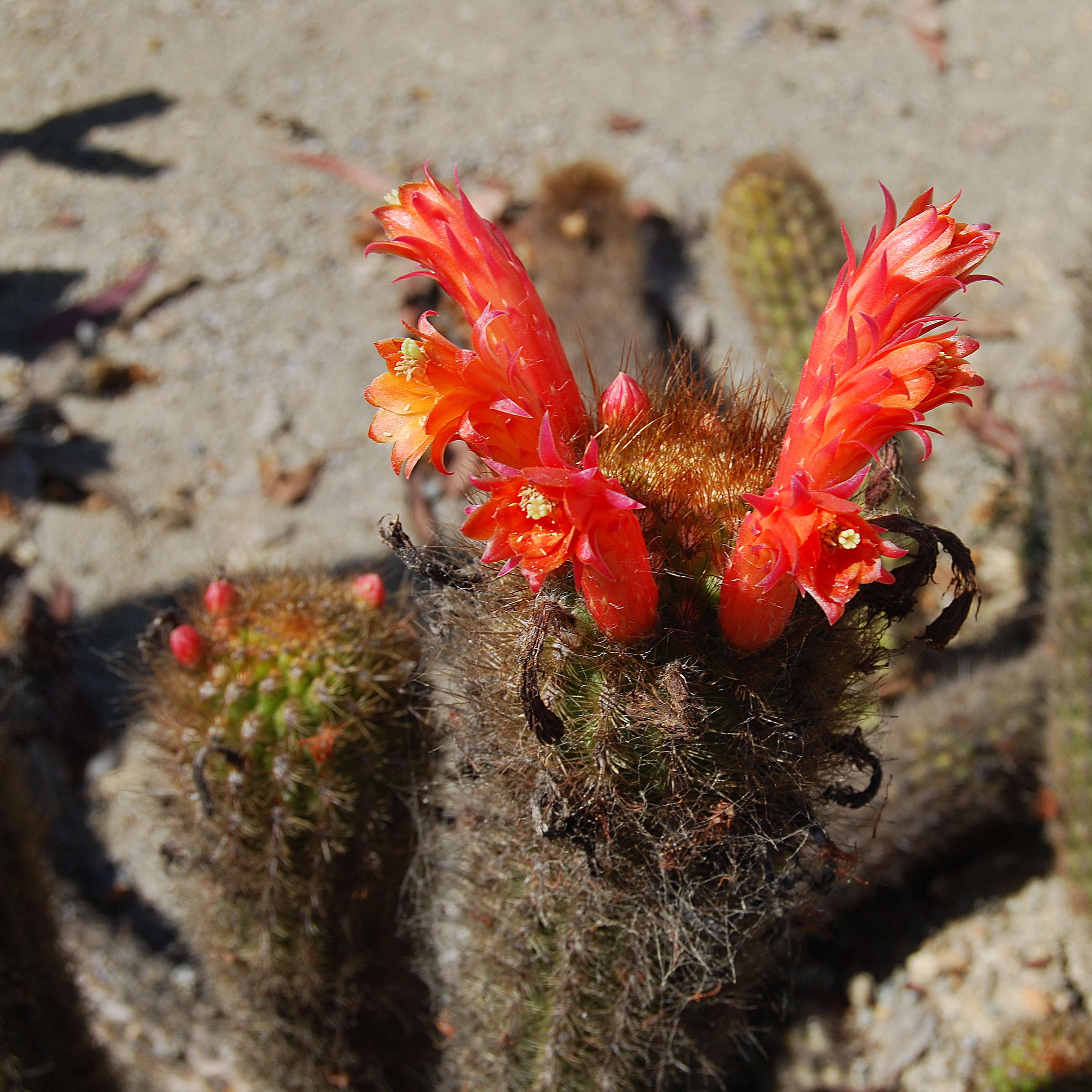
Detalle de la planta en flor

## Descripción
Cactus de porte columnar ramificado desde la base. Los tallos pueden llegar a medir 90 cm de alto y hasta 10 cm de diámetro, tienen alrededor de 18 costillas muy juntas con 1 a 5 (o incluso 20) espinas centrales de unos 2 a 2,5 cm y entre 20 a 30 radiales de 30 a 80 mm de largo. Las flores son tubulares de unos 4 a 8 cm de largo y de color rojo, producen frutos espinosos verdosos a rojizos de alrededor de 2 a 2.5 cm de diam.

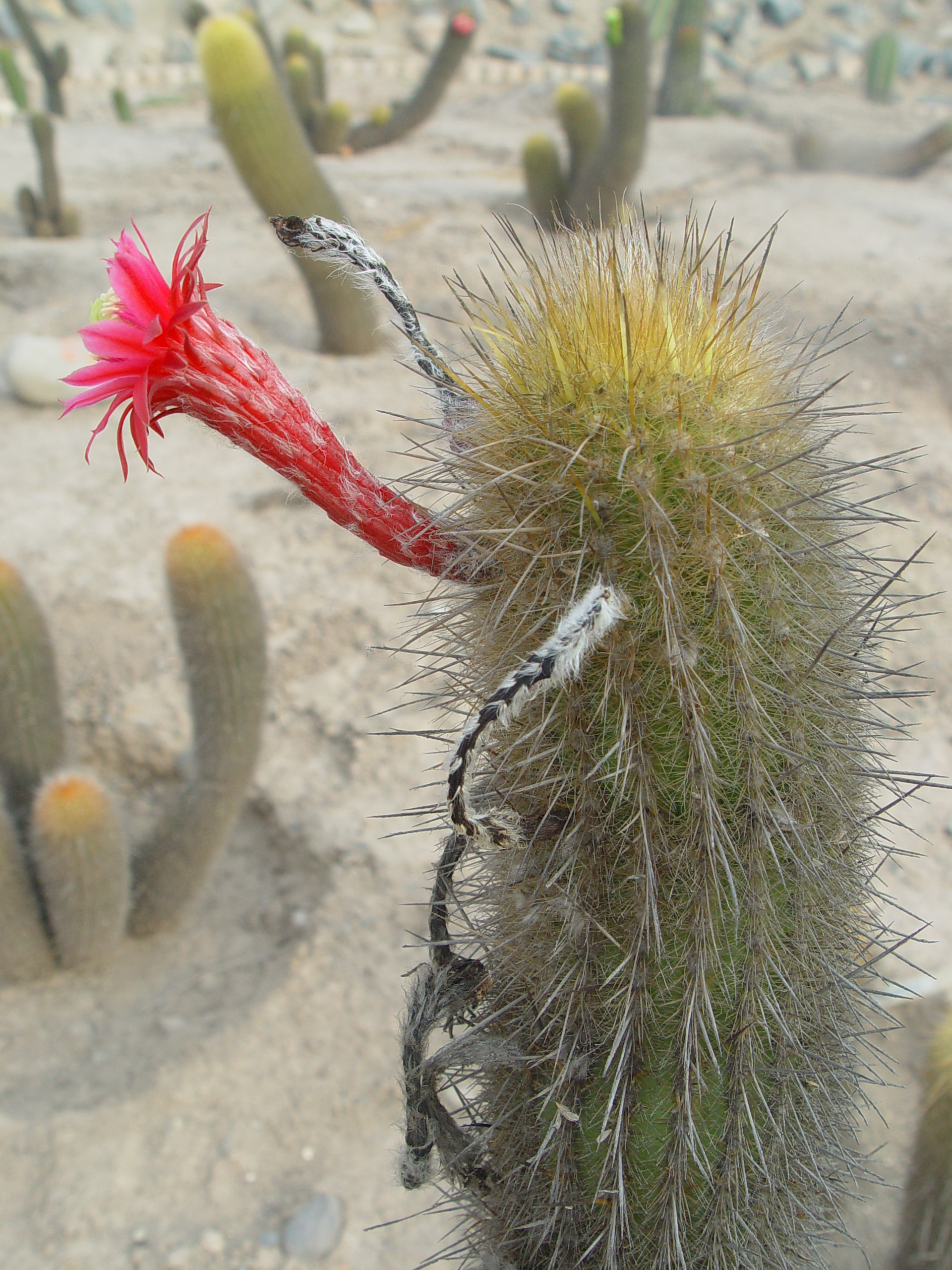
Loxanthocereus acanthurus ssp. faustianus

En Perú se prefiere utilizar el sinónimo Loxanthocereus acanthurus (Vaupel) Backeberg, lo cual botánicamente se considera más correcto porque las flores son oblicuas y zigomorfas, muy abiertas al extremo y no tubulares y actinomorfas, cerradas en el ápice como en Cleistocactus. 

## Taxonomía
Cleistocactus acanthurus fue descrita por (Vaupel) D.R.Hunt y publicado en Bradleya; Yearbook of the British Cactus and Succulent Society 5. 1987.
Loxanthocereus acanthurus (Vaupel) Backeberg fue publicado por Backeberg en Jahrbuch der Deutschen Kakteen-Gesellschaft 2: 24 en 1937. 
Posee cuatro subespecies: 
1) Loxanthocereus acanthurus (Vaupel) Backeberg subsp. acanthurus Backeberg, con tallos postrados y ascendentes, de 50 cm de largo y 4 cm de diám., 17 a 18 costillas, en el Valle del Chancay y Chillón.
2) Loxanthocereus acanthurus (Vaupel) Backeberg subsp. canetensis (Rauh & Backeberg) Ostolaza, muy ramoso, de hasta 8 cm de diám.,hasta 21 costillas, flores de hasta 10 cm de largo y frutos pequeños de 1.5 cm de diám., en el Valle del Río Cañete.
3) Loxanthocereus acanthurus (Vaupel) Backeberg subsp. faustianus (Backeberg) Ostolaza, menos tallos, gruesos hasta 8 cm espinas más largas y flores de 6 cm de largo. En el Valle del Rïmac, Santa Eulalia, Quebrada Tinajas. 
4) Loxanthocereus acanthurus (Vaupel) Backeberg subsp. pullatus, (Rauh & Backeberg) Ostolaza, muy ramificado desde la base, con tallos hasta 60 cm y 3.5 cm de diám. espinas cortas y oscuras. En Lima Metropolitana (Herradura, Casuarinas, Atocongo, Cerro Caracoles, Manchay, Picapiedra). Es el más amenazado por la cercanía del hábitat a las áreas urbanas.
Etimología
Loxanthocereus: nombre genérico que deriva del griego loxós, que significa inclinado,  y anthos, flor debido a que sus flores son inclinadas 
Cleistocactus: nombre genérico que deriva del griego kleistos, y significa cerrado, debido a que sus flores apenas se abren. 
acanthurus: epíteto del griego acanthos = "espinas"; ourus = "surco, zanja", en relación con las muescas en las afiladas costillas espinosas.
Sinonimia
| - Cereus acanthurus - Borzicactus acanthurus - Loxanthocereus acanthurus - Binghamia acanthura - Cereus eriotrichus - Loxanthocereus eriotrichus - Binghamia eriotricha - Borzicactus faustianus - Loxanthocereus faustianus - Loxanthocereus keller-badensis - Borzicactus keller-badensis - Haageocereus paradoxus | - Loxanthocereus canetensis - Loxanthocereus erigens - Loxanthocereus eulalianus - Loxanthocereus gracilispinus - Loxanthocereus multifloccosus - Loxanthocereus pullatus - Loxanthocereus cullimannianus - Loxanthocereus neglectus - Loxanthocereus bicolor - Loxanthocereus convergens - Loxanthocereus eremiticus - Loxanthocereus pacaranensis |